# Pteromalus aureolus
Pteromalus aureolus är en stekelart som först beskrevs av Thomson 1878.  Pteromalus aureolus ingår i släktet Pteromalus och familjen puppglanssteklar. Enligt den finländska rödlistan är arten nära hotad i Finland. Arten är reproducerande i Sverige. Artens livsmiljö är lundskogar. Inga underarter finns listade i Catalogue of Life.